# Premier India Football Academy Colaba Football Club
Il Premier India Football Academy Colaba Football Club, meglio noto come PIFA Football Club è una società di calcio indiana, con sede a Mumbai.

## Rosa
| N. |                  | Ruolo | Calciatore         |
| -- | ---------------- | ----- | ------------------ |
| 1  | India (bandiera) | P     | Tejas Jadhav       |
| 2  | India (bandiera) | D     | Andreas D'Souza    |
| 3  | India (bandiera) | D     | Parth Shetty       |
| 4  | India (bandiera) | C     | Satish Tevar       |
| 5  | India (bandiera) | D     | Vaibhav Tandel     |
| 6  | India (bandiera) | D     | Omkar Dalvi        |
| 7  | India (bandiera) | C     | Gaurav Shinde      |
| 8  | India (bandiera) | D     | Divyanshu Patil    |
| 9  | India (bandiera) | C     | Ravi Bagdi         |
| 10 | India (bandiera) | A     | Omkar Shinde       |
| 11 | India (bandiera) | C     | Aloysius Fernandes |

| N. |                  | Ruolo | Calciatore    |
| -- | ---------------- | ----- | ------------- |
| 15 | India (bandiera) | C     | Anant Gadekar |
| 16 | India (bandiera) | A     | Ivan Reddy    |
| 17 | India (bandiera) | A     | Kaiwalya Tare |
| 18 | India (bandiera) | C     | Chetan Tandel |
| 19 | India (bandiera) | C     | Vandan Meher  |
| 20 | India (bandiera) | A     | Lalit Patil   |
| 21 | India (bandiera) | A     | Akash Valmiki |
| 23 | India (bandiera) | D     | Neel Shah     |
| 24 | India (bandiera) | D     | Kalpesh Nijap |
| 12 | India (bandiera) | D     | Anderson M.   |
| 30 | India (bandiera) | P     | Faiz Thakkar  |